# آرامائیس یپیسکوپوسیان
آرامائیس سورنی یپیسکوپوسیان (ارمنی: Արամայիս Սուրենի Եպիսկոպոսյան؛ زادهٔ ۲۷ سپتامبر ۱۹۶۸) یک بازیکن بازنشسته فوتبال در پست هافبک اهل ارمنستان است. وی شهروندی روسیه را نیز دارد.

## باشگاهی
از باشگاه‌هایی که در آن بازی کرده‌است می‌توان به آرارات ایروان، چرنومورتس نووراسییسک، کوبان کراسنودر و ایرتیش پاولودار اشاره کرد.

## تیم ملی
وی همچنین در تیم ملی فوتبال ارمنستان بازی کرده است. یپیسکوپوسیان نخستین و تنها بازی ملی خود را در تاریخ ۳۰ آوریل ۱۹۹۷ در ایروان در مقابل ایرلند شمالی انجام داده است.

## = باشگاهی
=
- لیگ برتر فوتبال قزاقستان قهرمان: ۱۹۹۹.